# Melanophthalma arabiensis
Melanophthalma arabiensis es una especie de coleóptero de la familia Latridiidae.

## Distribución geográfica
Habita en Arabia Saudita.